# Vojtech Battányi
Vojtech Battányi (* 20. března 1950, Svätá Mária) je bývalý slovenský fotbalový obránce. S fotbalem skončil po zranění ve 27 letech.

## Fotbalová kariéra
V československé lize hrál za VSS Košice. Nastoupil v 63 ligových utkáních a dal 2 ligové góly. V Poháru UEFA nastoupil v roce 1973 ve 2 utkáních proti Honvédu Budapešť.

## Ligová bilance
| Ročník                                   | Zápasy | Góly | Klub       |
| ---------------------------------------- | ------ | ---- | ---------- |
| 1. československá fotbalová liga 1972/73 | 23     | 1    | VSS Košice |
| 1. československá fotbalová liga 1973/74 | 20     | 0    | VSS Košice |
| 1. československá fotbalová liga 1974/75 | 20     | 1    | VSS Košice |
| CELKEM                                   | 63     | 2    |            |